# Gregor Mendel
Pour les articles homonymes, voir Mendel.
Johann Gregor Mendel, né le 20 juillet 1822 à Hynčice (Bohême(Empire austro-hongrois)) et mort le 6 janvier 1884 à Brno (margraviat de Moravie), est un moine catholique, puis abbé mitré de l'abbaye Saint-Thomas de Brno, généticien et botaniste germanophone de nationalité autrichienne, communément reconnu comme le père fondateur de la génétique. Il est à l'origine de ce qui est actuellement appelé les lois de Mendel, qui définissent la manière dont les gènes se transmettent de génération en génération.

## Biographie
Johann Mendel naît le 1822 à Heinzendorf bei Odrau (cs) (en tchèque Hynčice, non loin de Nový Jičín (Neutitschein), petit village de Silésie autrichienne (aujourd'hui en Moravie-Silésie tchèque). Il est le seul fils d'Anton et Rosina Mendel, qui sont également les parents de trois filles, Rosina (1825-1865), Veronika et Theresia (mortes en bas âge). La famille, paysanne, est de langue allemande. À son retour de l'armée, Anton, détenteur d'une ferme qui est dans la famille Mendel depuis 130 ans, a mis en place un verger amélioré par greffage grâce aux scions issus du domaine de la comtesse Maria Truchsess-Ziel (propriétaire des terres sur lesquelles était la ferme des Mendel) ; son fils Johann l'aide dans cette tâche minutieuse. Rosina Mendel était la fille de Martin Schwirtlich, un jardinier professionnel intervenant chez les grands propriétaires des alentours.
Johann Mendel reçoit un enseignement primaire à l'école du village qui avait été créée par un de ses oncles. L'instituteur et le curé du village remarquent ses dons pour les études et encouragent ses parents à l'engager dans cette voie : Johann, âgé de onze ans, est d'abord envoyé au collège des piaristes de Lipník (en allemand : Leipnik), dans un établissement offrant un enseignement professionnel d'ordre pratique ; l'année suivante, en 1834, il va au lycée de Troppau (aujourd'hui Opava). En 1838, le père de Johann subit un grave accident qui lui interdit tout travail de force et tarit l'aide financière apportée à son fils. Johann arrive toutefois à finir ses études au lycée de Troppau (le 7 août 1840) avec les honneurs. En 1840, il rejoint l’Institut de philosophie d’Olomouc afin d’y suivre deux années préparatoires à l’entrée à l’Université qu'il achève avec les honneurs.
Faute des ressources suffisantes, et malgré l'aide de son beau-frère qui a repris la ferme de son père Anton, Johann doit renoncer aux études universitaires. Son professeur de physique, le Dr Friedrich Frantz, un moine augustin (donc issu d'un ordre orienté vers l'enseignement), entretient des relations avec le monastère de Brno. Mendel décide d'entrer à Saint-Thomas dans l’espoir qu’à l’instar d’autres moines il serait envoyé à l’université de Vienne aux frais du monastère, pour y acquérir les diplômes nécessaires à sa qualification d’enseignant. Sa candidature est acceptée à condition que Mendel apprenne le tchèque, langue utilisée pour les offices.
Le 3 octobre 1843, Mendel est reçu au noviciat de l'abbaye Saint-Thomas de Brno où il prend le prénom de Gregor. Brno est à l'époque une des principales villes commerciales de l'empire ; divers cercles et institutions y développent une vie intellectuelle. C'est aussi un des principaux centres de manufacture lainière de l'empire, où s'élabore une réflexion sur la sélection animale et l'hérédité. Le monastère lui-même est également un lieu de recherche et d'enseignement réputé,. Dirigé par l'abbé Cyrill Franz Napp, qui avait un intérêt intellectuel et matériel (le monastère vit des ressources de son domaine où l'élevage ovin est important) pour l’hérédité et sa transmission à travers les deux sexes, le monastère comporte, outre une bibliothèque fournie, un jardin botanique.
La formation religieuse d'une durée de quatre ans prévoit l'apprentissage du grec, du latin, de l’hébreu et de la théologie. À l'issue de la deuxième année, Mendel prononce ses vœux monastiques.
Dès son arrivée au monastère, Mendel sent tout ce qu’un milieu culturel particulièrement stimulant peut apporter à ses aspirations. Il consacre tout son temps libre à l’étude des sciences naturelles. Parallèlement, il assure des enseignements scientifiques dans les collèges et lycées des environs mais rechigne aux tâches pastorales.
En 1846, il suit un cursus en agriculture et en viticulture. Le 6 août 1847 il est ordonné prêtre. Poursuivant sa formation religieuse, il compte toujours entrer à l'Université, une espérance réduite à néant à la suite de sa nomination comme curé de Vieux-Brno (cs) le 22 juillet 1848. Dans le contexte de Révolution autrichienne de 1848, et peu après l'ouverture de l’Assemblée impériale constituante, Mendel, avec d'autres moines, signe une pétition demandant l'octroi aux moines de la pleine citoyenneté. Cette pétition ne devint publique et officiellement connue de l’évêque de Brno que début 1849. En janvier 1849, il tombe gravement malade probablement à la suite d'une infection contractée soit au chevet des malades, soit lors des autopsies auxquelles il participait.
En septembre 1849, il est nommé professeur adjoint à Znojmo. En 1849, il accepte un poste d'enseignant dans une ville voisine mais échoue à deux reprises aux épreuves de l'examen d'aptitude à l'enseignement. Andreas Baumgartner fait en sorte que Mendel puisse suivre une formation à Vienne.
En 1851 Mendel part à Vienne pour suivre les cours, en tant qu'auditeur libre, de l’Institut de physique de Christian Doppler ; il y étudie, en plus des matières obligatoires - les mathématiques et la physique-, la botanique, la physiologie végétale, l’entomologie, la paléontologie. Durant deux années, il acquiert toutes les bases méthodologiques qui lui permettront de réaliser plus tard ses expériences. Son intérêt pour le problème de la fécondation naît à Vienne. Au cours de son séjour il est amené à s’intéresser aux théories de Franz Unger, professeur de physiologie végétale. Celui-ci préconise l’étude expérimentale pour comprendre l’apparition des caractères nouveaux chez les végétaux au cours de générations successives. Il espère ainsi résoudre le problème que pose l’hybridation chez les végétaux.
Il suit les séminaires de Franz Diebl à Brno. Mendel retourne à son monastère de Brno en 1854 où il restera tout le restant de sa vie. En 1854 il devient professeur de physique et de sciences naturelles au lycée de Brno. Dès l'été 1854, il installe un jardin expérimental dans la cour et dans la serre, en accord avec son abbé, et met sur pied un plan d’expériences visant à comprendre les lois de l’origine et de la formation des hybrides. Il choisit pour cela le pois qui a l'avantage d'être facilement cultivé avec de nombreuses variétés décrites.
En 1854, à la demande de l'évêque - qui tente par ailleurs une reprise en main de l'abbé -, Mendel doit cesser l'étude de l'hybridation chez les souris : il menait en effet un élevage dans sa propre chambre. Cinquante ans plus tard, la redécouverte de l'intérêt de Mendel pour les souris par Clarence C. Little incitera celui-ci à élever des souris pour ses propres recherches. En 1856, il commence ses expériences d'hybridation avec les pois. En 1861 est créée la Société des sciences naturelles de Brno ; Mendel en est un des cofondateurs ; Franz Unger en est membre d'honneur.
En 1863, il publie son premier article de météorologie. En 1863, une épidémie dévaste ses cultures et Mendel se tourne alors vers d'autres espèces. En 1865, il présente deux conférences (le 8 février et le 8 mars) à la Société des sciences naturelles de Brno (Naturforschenden Vereins) et publie en 1866 les résultats de ses études dans un article intitulé : Versuche über Pflanzenhybriden / Recherches sur des hybrides végétaux. Après dix années de travaux minutieux, Mendel a ainsi posé dans ce mémoire princeps les bases théoriques de la génétique et de l’hérédité moderne.
En 1866, il entame une correspondance avec Nägeli. En 1868, Mendel est élu supérieur de son couvent à la mort de l'abbé Napp et est libéré de ses fonctions d'enseignement.
En juin 1869 lors d'une séance de la Société des sciences naturelles de Brno, il rapporte les expériences conduites sur l'épervière/Hieracium qu'il a entreprises à la suite d'une correspondance avec Karl Wilhelm von Nägeli ; ces expériences ne donnèrent pas les résultats obtenus par celles conduites avec les pois ; ce travail sera publié l'année suivante. Il ne poursuivra plus ensuite de recherches sur l'hybridation. Pour expliquer ce fait, les biographes avancent généralement le manque de temps consécutif aux nouvelles responsabilités incombant à Mendel du fait de sa fonction de supérieur du couvent ; ainsi à compter de 1875, il doit développer une opposition farouche à un projet gouvernemental de taxation des biens monastiques. Jean Deutsch avance l'hypothèse que les résultats décevants des expériences faites avec le Hieracium ont également pu causer l'abandon de ces recherches sur l'hérédité.
Mendel s’investit alors dans d’autres domaines plus compatibles avec ses obligations, notamment l’horticulture et l’apiculture. Il se passionne également pour la météorologie qui sera le domaine qu’il aura le plus longtemps étudié, de 1856 jusqu’à sa mort en 1884, faisant des relevés systématiques sur une longue durée et colligeant l'ensemble des résultats des stations météorologiques de son pays. Il sera d'ailleurs plus connu par ses contemporains pour son apport à cette matière que pour sa contribution à la génétique naissante.
En 1883, il commence à souffrir d'une probable insuffisance rénale qui va l'emporter un an plus tard, le 6 janvier 1884 au matin. Il est enterré trois jours plus tard au cimetière central de Brno ; une longue procession lui fait honneur.
L'ensemble des archives de Mendel est brûlé par l’abbé Anselm Rambousek, le successeur de Mendel au monastère, quelques jours à peine après sa mort.

## Décoration
- Commandeur de l'ordre de François-Joseph (1872)

## Historiographie
La vie privée de Gregor Johann Mendel est mal connue car on ne dispose pas de ses papiers personnels, détruits après son décès. Elle a été reconstituée à partir de documents officiels, conservés soit dans l'abbaye Saint-Thomas de Brno, soit dans les archives de l’Administration impériale viennoise ou dans celles de l’Administration locale de Moravie.

## Les lois de Mendel
Carl Correns est le premier à parler des « lois de Mendel » en 1900. Elles sont au nombre de trois :
1. La loi d'uniformité des hybrides de première génération : aucune forme intermédiaire n'apparaît en F1 quand les parents sont de souches pures. Le concept de l'hérédité par mélange est réfuté.
2. La loi de pureté des gamètes : Les facteurs héréditaires se séparent dans les gamètes. Un gamète ne contient qu'un facteur de chaque caractère.
3. La ségrégation indépendante des caractères héréditaires. Le cas pour les homozygotes.

Bien connues, les expériences de Mendel ont été bien souvent mal et incomplètement exposées : la plupart des manuels se contentant de rapporter les résultats des deux premières générations de croisements alors que leur interprétation nécessite la connaissance des résultats de la troisième. D'ailleurs, l'apport fondamental de Mendel, bien plus que dans la découverte de ces lois, réside dans l'affirmation que ce ne sont pas les caractères eux-mêmes qui sont transmis mais quelque chose d'autre, que Mendel désigne sous le terme de «Faktoren» (facteurs, que Johannsen appellera des gènes).

## Réception des travaux de Mendel
Le travail de Mendel a été cité relativement souvent par les botanistes à partir de 1867, surtout dans les pays de langue allemande ; l'Encyclopædia Britannica le mentionnait également.
Son travail ne va pas susciter d'enthousiasme auprès de ses contemporains qui ont du mal à comprendre la formalisation mathématique de ses expériences. Très peu de scientifiques de son temps vont citer son travail et Mendel ne reçoit guère de réponses auprès des différents correspondants à qui il envoie un tiré-à-part. Parmi ces derniers, seul Karl Wilhelm von Nägeli, professeur de botanique à Munich, lui écrit, doutant d'ailleurs de certaines de ses conclusions.
Les contemporains de Mendel ont pu juger les interprétations que faisait Mendel de ses travaux trop éloignées de l'état des connaissances concernant la physiologie cellulaire ; de fait, les travaux de Mendel ne seront redécouverts qu'après que la cytologie eut affermi les connaissances concernant la méiose.
En attendant ce que l'on appellera " redécouverte des lois de Mendel" (une terminologie contestée), c'est la théorie de l'hérédité par mélange qui a cours.

## Redécouverte des lois de Mendel

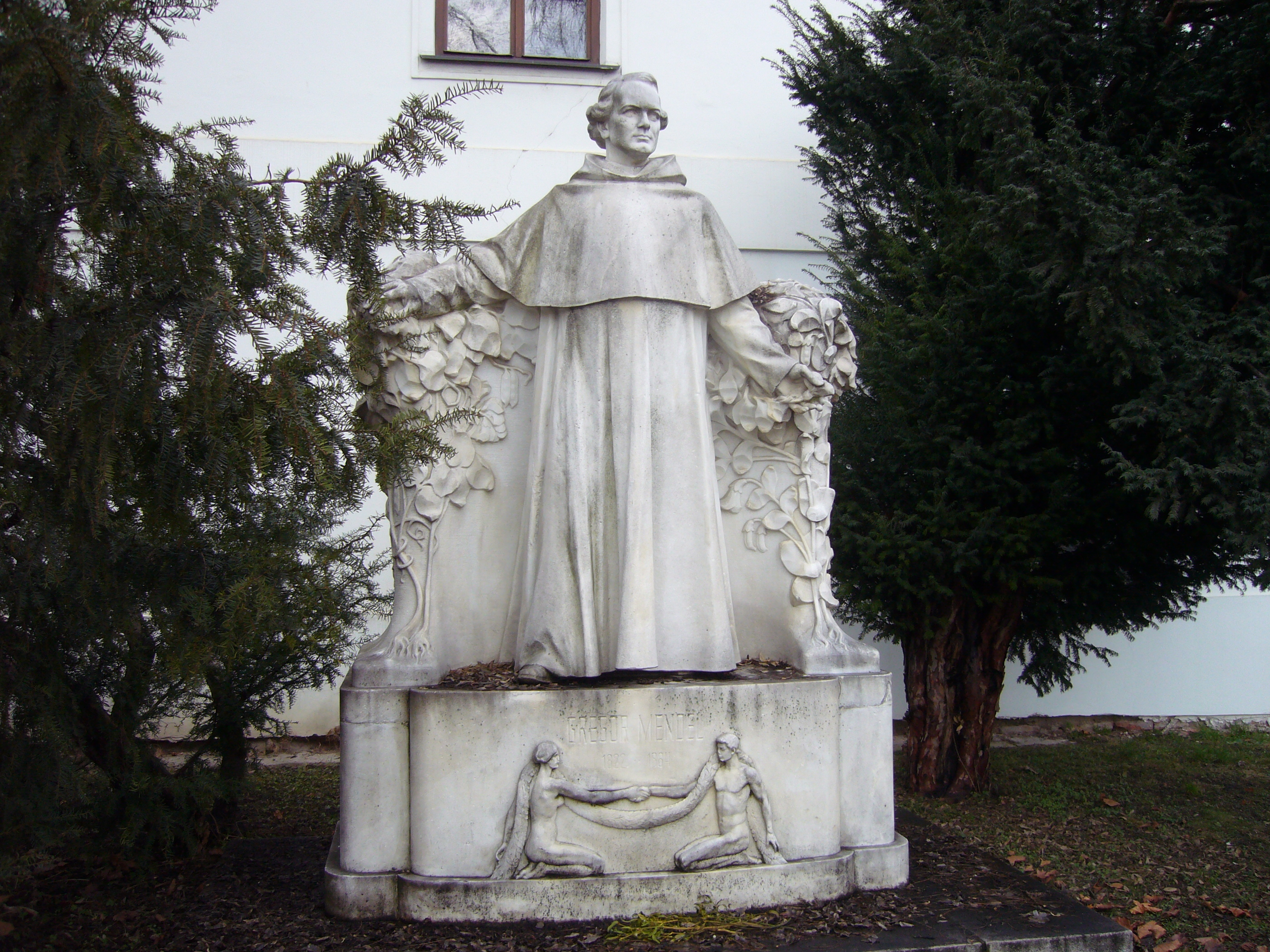
Statue de Gregor Mendel.

Mendel est un contemporain de Charles Darwin ; ce dernier, qui avait mis en évidence le rôle du milieu dans la sélection naturelle et avait postulé l’existence d'importantes variations individuelles au sein d'une même espèce ainsi que leur rôle clé dans le processus évolutif, considérait comme une grande énigme la nature de ces variations ainsi que leur mécanisme d’apparition et de transmission au point de proposer une théorie dite "pangenèse". Le naturaliste britannique, qui avait eu connaissance des travaux de Mendel, ne leur accorda pourtant aucune attention à l’époque. C’est ainsi que les deux théories, celle de l’évolution et celle de la génétique, qui allaient par la suite se compléter et s’enrichir mutuellement, coexistèrent séparément durant plusieurs décennies, sans que personne ait l'idée de faire le lien entre elles. Mendel termina sa vie dans l'indifférence complète de ses contemporains.
Au début du XXe siècle, le Néerlandais Hugo de Vries, l'Allemand Carl Erich Correns et l'Autrichien Erich von Tschermak redécouvrent de façon indépendante les lois de l'hérédité, et reconnaissent en Mendel leur inventeur. Cette reconnaissance tardive (près de 35 ans après la publication de Mendel) aurait été mise en avant afin de n'accorder aucune prééminence à l'un des trois botanistes qui ont publié presque simultanément sur le même sujet.
Cependant une période de controverse scientifique initiée principalement par William Bateson et Karl Pearson s'est ensuivie à propos de l'importance de la théorie mendélienne.
En 1902 Walter Sutton et Théodore Boveri formulent la théorie chromosomique qui postule que les chromosomes sont les facteurs de l'hérédité mendélienne.
En 1902 Lucien Cuénot montre que les lois mendéliennes ne valent pas seulement pour les végétaux mais s'appliquent également au règne animal. En 1903 William Ernest Castle confirme cette découverte.
Le 2 octobre 1910, un comité international de 150 chercheurs naturalistes fait édifier sur la Klosterplatz, face au parc de l’abbaye des augustins à Brno, une statue commémorative en marbre (du sculpteur Theodor Charlemont). Plus tard, la place fut rebaptisée Mendelplatz et, encore plus tard, en tchèque, Mendlovo namesti. En 1950, le gouvernement pro-soviétique déplace la statue dans une cour arrière du monastère, dont les moines sont par ailleurs chassés. Après la chute de Nikita Khrouchtchev en 1964, un groupe de scientifiques tchécoslovaques réussit à faire ramener la statue de Mendel dans la cour la plus visible du monastère, là même où Mendel faisait ses expériences.
En 1918, Ronald Fisher utilise la génétique mendélienne pour établir la base théorique de la synthèse moderne de la biologie évolutive, mais critique néanmoins les méthodes : particulièrement les résultats des F2 (deuxième génération) qui ne peuvent pas être exactement de 3 pour 1. Il accuse Mendel d'avoir enjolivé ses résultats (en ne connaissant pas l'importance du test en aveugle) mais ce désaccord sur les méthodes ne peut nier l'importance du phénomène mis en évidence par Mendel : la disjonction des allèles lors de la méiose et leurs recombinaisons lors de la fécondation.

## Dans la fiction
Gregor Mendel est le principal personnage du roman Le Nain de Mendel (Mendel's Dwarf, 1997) de Simon Mawer.
Liana Marabini lui consacre un téléfilm, The Gardener of God en 2010.
Gregor Mendel est l'un des personnages historiques réels mis en scène par James Morrow dans son roman L'Arche de Darwin (Galapagos regained, 2015).